# Ulf von Krause
Ulf von Krause (* 3. Februar 1944 in Althof, Landkreis Mogilno/Warthegau) ist ein deutscher Generalleutnant außer Dienst der Luftwaffe der Bundeswehr, Politikwissenschaftler und Militärökonom. Von 1998 bis 2000 war er Amtschef des Logistikamtes der Bundeswehr, von 2000 bis 2001 Kommandeur des Luftwaffenunterstützungskommandos und von 2001 bis 2005 Befehlshaber des Streitkräfteunterstützungskommandos.

## Militärischer Werdegang
Beförderungen
- 1965 Leutnant
- 1967 Oberleutnant
- 1971 Hauptmann
- 1975 Major
- 1979 Oberstleutnant
- 1987 Oberst
- 1997 Brigadegeneral
- 2000 Generalmajor
- 2001 Generalleutnant

Von Krause trat 1963 in das Luftwaffenflugabwehrbataillon 42 in Oldenburg ein und absolvierte 1963 den Geschützführer-/Unteroffizierlehrgang im Luftwaffen-Fla-Lehrbataillon in Rendsburg. 1963/64 war er Gruppenführer im Luftwaffenausbildungsregiment 5 in Wentorf. 1964 nahm er am 19. Offizieranwärterlehrgang an der Offizierschule der Luftwaffe (OSLw) in Neubiberg teil. Danach war er Zugführer beim Luftwaffenausbildungsregiment 1 in Wentorf und 5 in Goslar. 1965/66 war er ABC-/Se-Offizier im Verteidigungsbezirkskommando 43 in Wiesbaden. Von 1966 bis 1969 war er Hörsaalleiter an der Unteroffizierschule der Luftwaffe (USLw) in Gürzenich-Wald. Von 1969 bis 1972 war er Ordonnanzoffizier beim Deutschen Militärischen Bevollmächtigten USA/CA in Washington, D.C. 1972 wurde er zum Luftwaffenunterstützungskommando Köln versetzt. Er studierte von 1972 bis 1977 Betriebs- und Volkswirtschaft (zwei Diplome) an der Rheinischen Friedrich-Wilhelms-Universität Bonn und der Universität zu Köln. Gelegentlich veröffentlichte er im Bereich der Militärökonomie.
Von 1977 bis 1979 durchlief er den 22. Generalstabslehrgang Luftwaffe an der Führungsakademie der Bundeswehr in Hamburg. Für seine Jahresarbeit wurde er mit der „Ehrenmedaille General von Clausewitz“ der Clausewitz-Gesellschaft ausgezeichnet. Von 1979 bis 1981 war er Leiter des Luftwaffenübernahmedepot 21 im Luftwaffenversorgungsregiment 2 in Diepholz. 1981 wurde er Logistischer Generalstabsoffizier und Dezernatsleiter im Luftwaffenunterstützungsgruppenkommando Süd in Karlsruhe und 1984 im Luftwaffenunterstützungskommando in Köln. Von 1984 bis 1987 war er Referent im Führungsstab der Luftwaffe (Fü L V 1) in Bonn. Von 1987 bis 1990 war er Logistischer Generalstabsoffizier und Gruppenleiter im LwUKdo. Von 1990 bis 1992 folgte die Verwendung als Kommandeur der Technischen Schule der Luftwaffe 3 in Faßberg. 1992 war er zur besonderen Verwendung erneut beim LwUKdo. 1993 wurde er Referatsleiter im Führungsstab der Streitkräfte (Fü S VI 1) in Bonn. Von 1995 bis 1997 war er Amtschef des Amtes für Studien und Übungen der Bundeswehr in Waldbröl.
Von 1996 bis 1998 war er General für Inspizierungen und Prüfwesen der Luftwaffe im Luftwaffenamt in Köln. Von 1998 bis 2000 war er Amtschef des Logistikamtes der Bundeswehr (LogABw) in Sankt Augustin, von 2000 bis 2001 Kommandeur des Luftwaffenunterstützungskommandos in Köln und von 2001 bis Februar 2005 erster Befehlshaber des Streitkräfteunterstützungskommandos in Köln. Danach wurde er in den Ruhestand versetzt.

## Sonstiges
Nach seinem Ruhestand als Generalleutnant (ab 2005) studierte von Krause Governance (Master of Arts) an der Fernuniversität in Hagen und wurde 2010 bei Georg Simonis und Helmut Breitmeier am Institut für Politikwissenschaft II der Fakultät für Kultur- und Sozialwissenschaften mit der Dissertation Entscheidungen zu den Afghanistaneinsätzen der Bundeswehr – Eskalationsdynamik trotz Parlamentsarmee zum Dr. phil. promoviert. Krause war 2007 Mitglied der Arbeitsgruppe „Auslandseinsätze der Bundeswehr“ beim Bundesminister der Verteidigung. Außerdem ist er u. a. Autor beim World Security Network.
Von Krause ist verheiratet und evangelisch.

## Auszeichnungen
- 1979: Ehrenmedaille General von Clausewitz

## Schriften (Auswahl)
- Mehrebenengovernance in der EU. Deutsche Mitwirkung an der Rechtsetzung. VS Verlag für Sozialwissenschaften, Wiesbaden 2008, ISBN 978-3-531-16089-4.
- Die Afghanistaneinsätze der Bundeswehr. Politischer Entscheidungsprozess mit Eskalationsdynamik. VS Verlag, Wiesbaden 2011, ISBN 978-3-531-17855-4.
- Die Bundeswehr als Instrument deutscher Außenpolitik. Springer VS, Wiesbaden 2013, ISBN 978-3-658-00184-1.
- Parlamentarische Befugnisse („War Powers“) im Spiegel der Theorie des „Demokratischen Friedens“. Eine vergleichende Betrachtung Deutschlands, Großbritanniens, der USA und Frankreichs. In: Johannes Varwick (Hrsg.): Krieg und Frieden. Wochenschau Verlag, Schwalbach/Ts. 2014, ISBN 978-3-7344-0023-0.
- Das Parlament und die Bundeswehr. Zur Diskussion über die Zustimmung des Deutschen Bundestages zu Auslandseinsätzen. Springer VS (essentials), Wiesbaden 2015, ISBN 978-3-658-07111-0.
- Bundeswehr und Außenpolitik. Zur Rolle des Militärs im Diskurs um mehr Verantwortung Deutschlands in der Welt. Springer VS (essentials), Wiesbaden 2016, ISBN 978-3-658-11860-0.
- Der Einsatz der Bundeswehr im Innern. Ein Überblick über eine aktuelle kontroverse politische Diskussion. Springer VS (essentials), Wiesbaden 2017, ISBN 978-3-658-17401-9.
- Das Zwei-Prozent-Ziel der NATO. Zur aktuellen Debatte um die deutschen Verteidigungsausgaben. Springer VS (essentials), Wiesbaden 2019, ISBN 978-3-658-23412-6.
- Die Bundeswehr als Teil einer Europäischen Armee. Realistische Perspektive oder unrealistische Vision? Springer VS (essentials), Wiesbaden 2019, ISBN 978-3-658-28164-9.
- Der Parlamentsvorbehalt als Kooperationshindernis. Bundeswehr als Parlamentsarmee. In: Unter Kontrolle? – Militär & Politik (= WeltTrends. Nr. 1/2020). Wissenschaftsverlag, Potsdam, ISBN 978-3-947802-32-6.
- Künstliche Intelligenz im Militär – Chancen und Risiken für die Sicherheitspolitik. Springer VS (essentials), Wiesbaden 2021, ISBN 978-3-658-33654-7.
- Zeitenwende und Bundeswehr - 100 Milliarden als Chance für die deutsche Sicherheitspolitik? Springer VS (essentials), Wiesbaden 2022, ISBN 978-3-658-38995-6.
- Die Brigade Litauen - Leuchtturmprojekt der sicherheitspolitischen Zeitenwende?  Springer VS (essentials), Wiesbaden 2024, ISBN 978-3-658-46126-3.